# Salón Tenampa

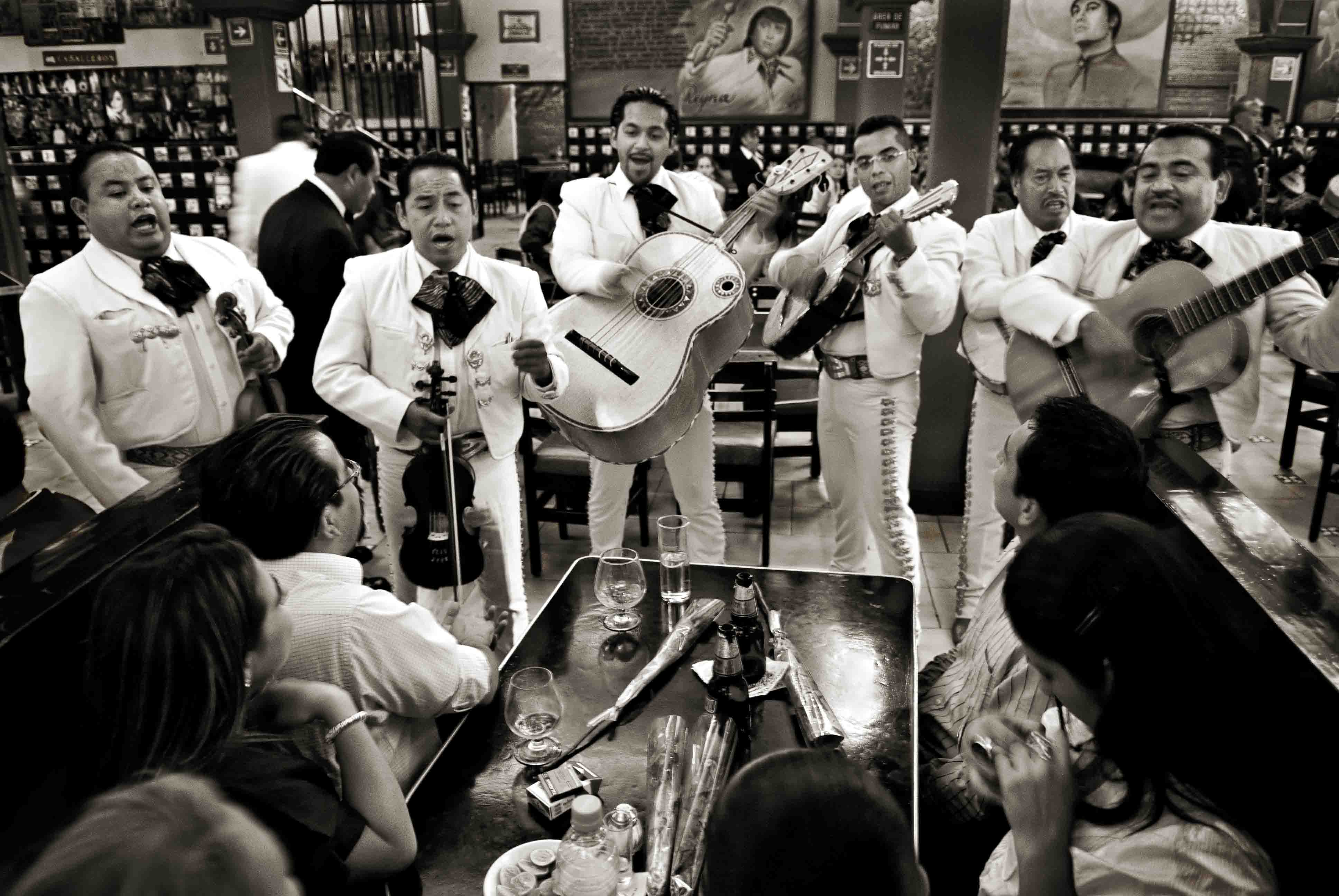
Músicos de mariachi en el Tenampa.

El Salón Tenampa es una cantina tradicional de la Ciudad de México ubicada en la plaza Garibaldi, fundada en 1925 y asociada tradicionalmente al mariachi. Fue en esta cantina en donde se presentaron los primeros grupos intérpretes de este género en la década de los veinte, contribuyendo a su popularidad.

## Historia
A inicios del siglo XX, muchos conjuntos de mariachi provenientes de Jalisco iniciaron presentaciones en distintos sitios de esparcimiento de la Ciudad de México y algunas agrupaciones, como el mariachi de Concho Andrade, se presentaron incluso en el castillo de Chapultepec para el entonces presidente de México. Debido a que las presentaciones en estos círculos sociales no eran constantes, las agrupaciones de mariachi permanecieron en la capital mexicana trabajando como músicos urbanos. Por ese entonces Juan Indalecio Hernández Ibarra, quien poseía una tienda-cantina en Guadalajara, decidió probar suerte en la Ciudad de México con un negocio similar, el cual situó en la calle de Honduras y la plaza Garibaldi, al norte del Centro Histórico. Por entonces la plaza era un sitio de esparcimiento lejano de las prohibiciones que suponían las oficinas gubernamentales o establecimientos religiosos, pero cercano del propio centro de la capital, por lo que el Tenampa inició su popularidad. 
Hernández convenció a Concho Andrade de tocar con su agrupación en su nueva cantina de la misma forma en que lo hacía en su original Cocula, conservando el estilo y la dotación instrumental usada originalmente por los músicos tradicionales del mariachi, tomando la decisión Andrade de permanecer en la Ciudad de México. La esposa de Hernández, Amalia Díaz, servía en la cantina un menú basado en platillos tradicionales jaliscienses como la birria, así como el ponche de granada. 
Entre las primeras agrupaciones que se presentaron en El Tenampa, además del mariachi de Concho Andrade, se encontraron el Mariachi Coculense de Cirilo Marmolejo, el Mariachi Reyes y posteriormente el Mariachi Vargas de Tecalitlán. Desde la década de los treinta, dadas las presentaciones que tenían tanto Concho Andrade como Cirilo Marmolejo, en tanto una de las agrupaciones se presentaba en el escenario del Tenampa, otro permanecía fuera interpretando canciones para los parroquianos que atendían la plaza Garibaldi. De esta manera a partir de entonces se inició la permanencia de músicos de mariachi en dicha plaza, si bien lo importante para los músicos más que la plaza en sí era el Tenampa, ya que sufrían reprimendas por parte de la policía por presentarse en la plaza. Además, por la asociación que con la cultura del mariachi tenía la cantina, su popularidad se incrementó a la par del género musical. Fue hasta 1940 cuando el entonces presidente Lázaro Cárdenas ordenó el cese de intimidaciones de la policía a los mariachis de la plaza.
El sitio fue frecuentado por personalidades como Frida Kahlo y Chavela Vargas.